# Julien Bonnecase
Joseph Julien Bonnecase, mais conhecido como Julien Bonnecase, (Bilhères, 6 de maio de 1878 - Perthes, 30 de dezembro de 1950) foi um jurista e professor de direito francês. 

## Carreira Acadêmica
Nasceu no dia 6 de maio de 1878 em Bilhères, na França, e era primogênito de seis irmãos. Era filho do geômetra Joseph Bonnecase e Jeanne-Marie Peyrègne. Formou-se em letras em 1897 e em direito em 1901 pela Universidade de Bordeaux. Completou seu doutorado em direito em 1905. Começou a trabalhar como professor de direito civil em 1908 na faculdade de direito de Grenoble. Entre 1910 e 1919, foi professor agregado e professor adjunto de várias matérias, incluindo direito civil, direito penal, direito comercial comparado, e legislação industrial, até ser nomeado à uma cadeira permanente de direito marítimo, até sua aposentadoria em 1941. Faleceu no dia 30 de dezembro de 1950 em Perthes, na França.

## Obras Publicadas
Em 1925, publicou Tratado Elementar de Direito Civil, considerado um clássico do direito. Apresenta conceitos básicos para ampliar a visão acerca do direito civil, abordando temas como a personalidade física, pessoas naturais e jurídicas, nome da pessoa, domicílio, e diferentes temas deste ramo do direito. 
Bonnecase destacou posteriormente "que a vida social não se concebe sem o direito, que é uma condição de sua existência, porque a vida social exige ordem, e o direito, por definição, representa a ordem” (Introdução ao Estudo do Direito, 1941). 
Em “La Notion de Droit en France au Dix-Neuvième Siècle" (A Noção do Direito na França no Século XIX), de 1919, busca mostrar, em uma síntese crítica, como a noção do direito havia sido concebida no século XIX. Em quatro capítulos, ele delineia a origem da noção de direito, o conteúdo da noção de direito, a função da noção de direito, e as atualidades (à época) da filosofia do direito francês e suas tendências no futuro. 